# 鱼腥草
鱼腥草，又名折耳根、截儿根、猪鼻拱、䔃（音同“組”）、蕺菜及臭草、岑草、臭臊草，客家話稱之狗貼耳，臭臊草，台語稱臭腥草，在分類學上屬雙子葉植物三白草科蕺菜属，是一种略帶魚腥味的草本植物。

## 形态
植物高20－80厘米。茎的下部伏地蔓生、生根，上部直立。叶互生，顶端有穗状花序，離瓣花類中的不完全花，無花萼、無花瓣，淡黃綠色穗狀花序，兩性花，白色似花片的構造為大型總苞片，長在花序基部，花期5—7月，果期7—10月。

## 分布
鱼腥草生长于阴湿处或山涧边，常可在野地、路旁、庭園樹下等較陰濕的地方發現，大片蔓生。该植物中国南方各地较常见。西北、華北部分地區及西藏也有分布的情況。

## 用途

### 食用
可為野菜蔬食，煮過就沒有腥味。四川、云南、贵州和鄂西的人称其为“蕺根（折耳根）”，认为它清热去火，把它当作吃饭时的重要配料，主要食其根茎。方法是洗干净后切小段，拌在米粉、腸旺麵、糯米饭、情人豆腐等食品中食用。也可切长段或用其葉拌酱油、辣酱、葱、盐、香油做凉菜。折儿根炒腊肉也是常见菜肴。生折儿根初入口甚腥，味道极怪，外人往往无法忍受，需要适应后才会喜欢吃。在四川，也叫猪鼻拱，除了利用根茎做凉拌菜或炒菜之外，还将叶子当做蔬菜。在越南、老挝，叶子是很重要的作料。

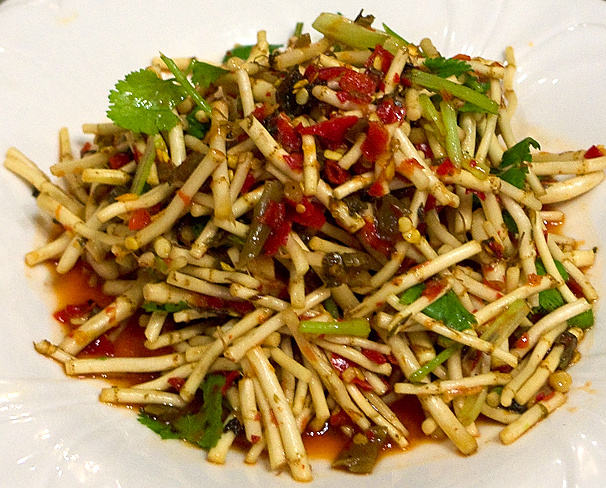
贵州鱼腥草根

### 药用
鱼腥草在中医被认为性寒，捣汁，曬乾泡茶，清热解毒，消痈排脓，用于肺痈吐脓，痰热喘咳，热痢，热淋，痈肿疮毒。
鱼腥草被认为清热解毒功能，目前有多种口服药生产运用，另有鱼腥草注射液和新鱼腥草素钠注射液（单一化学成分）等。用于痰热喘咳、热淋、热痢等病症。
根据中国国家药品不良反应监测中心的统计数据显示，从1988年到2006年4月13日，有关鱼腥草类注射剂的严重不良反应报告有至少222例。患者在注射药物后的严重不良反应表现为过敏性休克、全身过敏反应和呼吸困难等，并有死亡病例发生。2006年6月1日，中国国家食品药品监督管理局在全国范围内暂停使用和审批鱼腥草注射液等7个注射剂。同年9月5日，国家药品监督管理局进行分析评价后决定恢复肌肉注射版本的生产，继续停用静脉注射。

## 潜在毒性
魚腥草含馬兜鈴內酰胺（aristolactams，AL）。马兜铃内酰胺-I能够造成肾小管上皮细胞的损伤，有可能是含马兜铃酸中药导致肾脏损伤及其纤维化过程的毒性成分之。而鱼腥草中則含有马兜铃内酰胺-BII、马兜铃内酰胺-AII和马兜铃内酰胺-FII（总0.016g/kg）。目前未见含有马兜铃内酰胺-I报道。由於马兜铃内酰胺与DNA形成加合物的机制研究尚不完善，且不能完全由马兜铃酸-I机制类推；此外，鱼腥草中包括马兜铃内酰胺-BII等部分生物碱还具有一定药理活性，对凝血酶诱导的血小板聚集产生显著的抑制作用，加之有益黄酮类物质的存在。

## 传说
传说鱼腥草为观音菩萨所传。唐三藏西天取经之时候观音池中的金鱼下凡成精，后被观音菩萨显现出鱼篮之像收服。金鱼精因其在通天河吃了许多童男童女，造孽深重，怜人间疾苦，故而将功德池中的水草种子撒播人间，用来治病救人，普渡万方。鱼腥草還可被熬成一種像茶的湯汁，据说有助於過敏的人。

## 外部連結
- 魚腥草 Yuxingcao （页面存档备份，存于） 藥用植物圖像數據庫 (香港浸會大學中醫藥學院) （中文）（英文）
- 魚腥草 中藥材圖像數據庫  (香港浸會大學中醫藥學院) （中文）（英文）
- 魚腥草 Yu Xing Cao （页面存档备份，存于） 中藥標本數據庫 (香港浸會大學中醫藥學院) （繁體中文）（英文）
- 魚腥草
- 中国数字植物标本馆中的相关内容：鱼腥草（简体中文）
- 中国植物志中的相关内容：鱼腥草 （页面存档备份，存于）（简体中文）

## 延伸阅读
[在维基数据编辑]
 《欽定古今圖書集成·博物彙編·草木典·蕺部》，出自陈梦雷《古今圖書集成》